# Melilla
Melilla [meˈliʎa] (berbersky Mritch nebo Mrič) je, vedle města Ceuta, jedním ze dvou španělských měst na Středomořském pobřeží severní Afriky. Je obklopena územím Maroka, a sice regionem Ríf. Dříve byla Melilla považována za součást Andalusie, a tak byla do 14. března 1995, kdy jí byl udělen statut autonomního města, přidělena k provincii Málaga. Před vstupem Španělska do Evropské unie byla Melilla svobodným přístavem. Její obyvatelstvo se skládá z křesťanů (asi 45 %), muslimů (též asi 45 %) – především Berberů, židů (5 %, tj. asi 1000 obyv.) a malého počtu hinduistů. Úředním jazykem je španělština.

## Dějiny
Melilla je původně fénickou pevností, která sloužila ochraně dřívějšího království v Tlemcenu a Fesu. Pevnost byla roku 1497 dobyta Španělskem a zůstala od té doby jeho državou. Od roku 1956, kdy získalo Maroko nezávislost, si činí nároky na Melillu, stejně jako i na Ceutu a několik neobydlených ostrůvků před marockým pobřežím, které též náležejí ke Španělsku. Protože žádná z těchto oblastí neoplývá výrazným nerostným bohatstvím, zůstávají protesty marockého království v mezích.
- 1497 Melilla dobyta vévodským rodem Midina Sidonia s požehnáním španělské koruny
- 1556 Španělsko přebírá formální kontrolu nad Melillou
- 1562 útok kmenů z Rifského pohoří, Melilla na 3 roky v obležení
- 1687 první ze tří útoků marockého sultána, další v letech 1696 a 1697
- 1780 dohoda z Aranjuezu mezi marockým sultánem a španělským králem, ve které Maroko uznává existenci Melilly, přestože na menším území než původně
- 1860 území Melilly je rozšířeno po španělském vojenském tažení do Maroka
- 1893 útok kmenů z Rifu, které začaly Melillu obléhat, bylo proti nim vysláno 25 000 mužů
- 1908 dvě společnosti pod ochranou El Roghiho, tehdejšího náčelníka rifské oblasti, začaly dolovat olovo a železo asi 20 kilometrů od Melilly, začala se stavět železnice
- 1908 v říjnu stejného roku se Roghiho vazalové vzbouřili a vydrancovali doly, které zůstaly zavřené až do roku 1909
- 1909 Španělsko přebírá kontrolu nad okolím Melilly, s oblastmi Oued Kert a Oued Molouya
- 1910 rifské kmeny ustoupily Španělům, kteří obnovili činnost v dolech a ujali se přístavních prací v Mar Chica
- 1911 znovuvypuknutí nepřátelství, kdy jednotky rifského vůdce Abd el Krima uštědřily Španělům drtivou porážku a nebyly zpacifikovány až do roku 1927, kdy se Španělsku podařilo získat území opět pod kontrolu
- 1936 17. července Melilla, jako jedno ze zázemí generála Francisca Franca povstala proti vládě, začíná španělská občanská válka
- 1978 marocký král Hassan II. si nárokuje Melillu a Ceutu
- 1983 marocká blokáda Melilly i Ceuty
- 1988 bilaterální dohoda mezi Španělskem a Marokem o ekonomické spolupráci
- 1994 autonomie pro Melillu není španělskou vládu zcela schválena, což vede k založení místního sněmu o 25 členech, podobného městským radám ve Španělsku
- 14. března 1995 Melilla získává autonomní statut
- 6. listopadu 2007 navštěvuje Melillu španělský král Juan Carlos I. a královna Sofia, což představuje první návštěvu španělského monarchy na tomto území po 80 letech
- 25. ledna 2016 je město zasaženo silným zemětřesením o síle 6,3 stupně Richterovy škály. Zranilo se při něm kolem 26 lidí.

Tato návštěva ukázala v podobě demonstrací, jak velké podpoře se španělská královská rodina v Melille těší, zatímco marocká vláda návštěvu odsoudila, protože považuje přítomnost Španělska v Ceutě a Melille za anachronismus a požaduje marockou suverenitu nad těmito územími.

## Symboly

### Vlajka
Melillská vlajka je tvořena světlemodrým listem o poměru stran 2:3, na kterém je ve středu umístěn, mezi dvěma Herkulovými sloupy, městský znak.

### Hymna
Melillská hymna je píseň Himno de Melilla. Text napsala Ana Riaño López, hudbu složila Aurelia Eulalia López Martín.

## Politický status
Melilla je autonomním městem Španělska, obklopeným na pevnině územím Maroka, které si na Melillu, stejně jako na Ceutu a několik malých španělských ostrovů při africkém pobřeží (Španělské severoafrické državy), dělá nároky. Zakládá je na faktu, že tato oblast byla mezi lety 791 a 1497, kdy bylo město zabráno Španělskem, pod nadvládou muslimských dynastií. Naopak Španělsko prohlašuje, že na rozdíl od protektorátních území někdejšího Španělského Maroka byla Melilla součástí Španělska téměř od jeho vzniku jako nezávislého státu. Melilla je tak součástí Španělska mnohem déle než některé současné španělské regiony, jako například Navarra. Tyto argumenty však Maroko považuje za irelevantní.

## Hospodářství
Ekonomiku Melilly představuje především obchod, který tvoří 0,1 % celého obchodu Španělska. 95 % těchto obchodů je malých, zapsaných jako fyzické osoby. V současnosti zde existuje asi 3 400 firem, z nichž polovina je ve sféře nemovitostí a hoteliérství. Tradičním odvětvím průmyslu je rybolov, zpracování ryb a též stavba lodí v místních loděnicích. Melilla, jejíž přístav má statut svobodného přístavu, též obchoduje s rybami, ovocem, železnou rudou a olovem. Průmyslová výroba se také orientuje na těžené suroviny – kovové výrobky, chirurgické a ortopedické nástroje atd. Vysoké zisky má Melilla z přeshraničního obchodu (z legálního i z pašování). Další příjmy města pocházejí z pomocných fondů Španělska a Evropské unie. Jedinou úřední měnou je euro.

## Kultura a lidé
Melillská Capilla de Santiago neboli Jakubova kaple představuje jedinou ryzí gotickou architekturu na africkém kontinentě.
Melilla bývala prosperující částí Španělského Maroka. Nová buržoazie vyjadřovala svoji prestiž skrze modernismus, katalánskou verzi art nouveau, která byla tehdy ve Španělsku oblíbená. Dílny inspirované katalánským architektem Enriquem Nieto, pokračovaly v modernistickém stylu, ačkoliv všude jinde už vyšel z módy. Tím pádem má Melilla hned po Barceloně druhou největší koncentraci modernistických prací ve Španělsku.
Melilla je vychvalována jako příklad multikulturalismu, jelikož v tak malém městě jako je, můžeme najít až tři velká náboženství, a je s podivem, jak vedle sebe žijí lidé různého vyznání v poklidu. Křesťanská většina převládající v minulosti nyní klesá, zatímco muslimské obyvatelstvo roste.
45 % obyvatel je původem z Pyrenejského poloostrova, Španělé a katolíci. Dalších 45 % tvoří muslimové, především původem maročtí Berbeři z oblasti Rifu, kde se Melilla nachází a jejich mateřským jazykem je tamazight. Asi 1000 obyvatel tvoří Židé, kteří sem prchali už v dobách španělské inkvizice a vraceli se z několikasetletého exilu v Maroku. Přesto jejich počet klesá, před 2. světovou válkou tvořili asi 20 %, zatímco dnes asi 5 %. Indové a Číňané tvoří poslední větší část obyvatelstva, které sem přišlo hlavně z obchodních důvodů. Dalšími obyvateli jsou ilegální imigranti ze subsaharské Afriky a z Alžírska. Specifikem je dojížďka Maročanů za prací. Ti denně tvoří až o 30 000 obyvatel víc. Někteří z nich v Melille i bydlí, avšak nemají volební právo.

## Památky

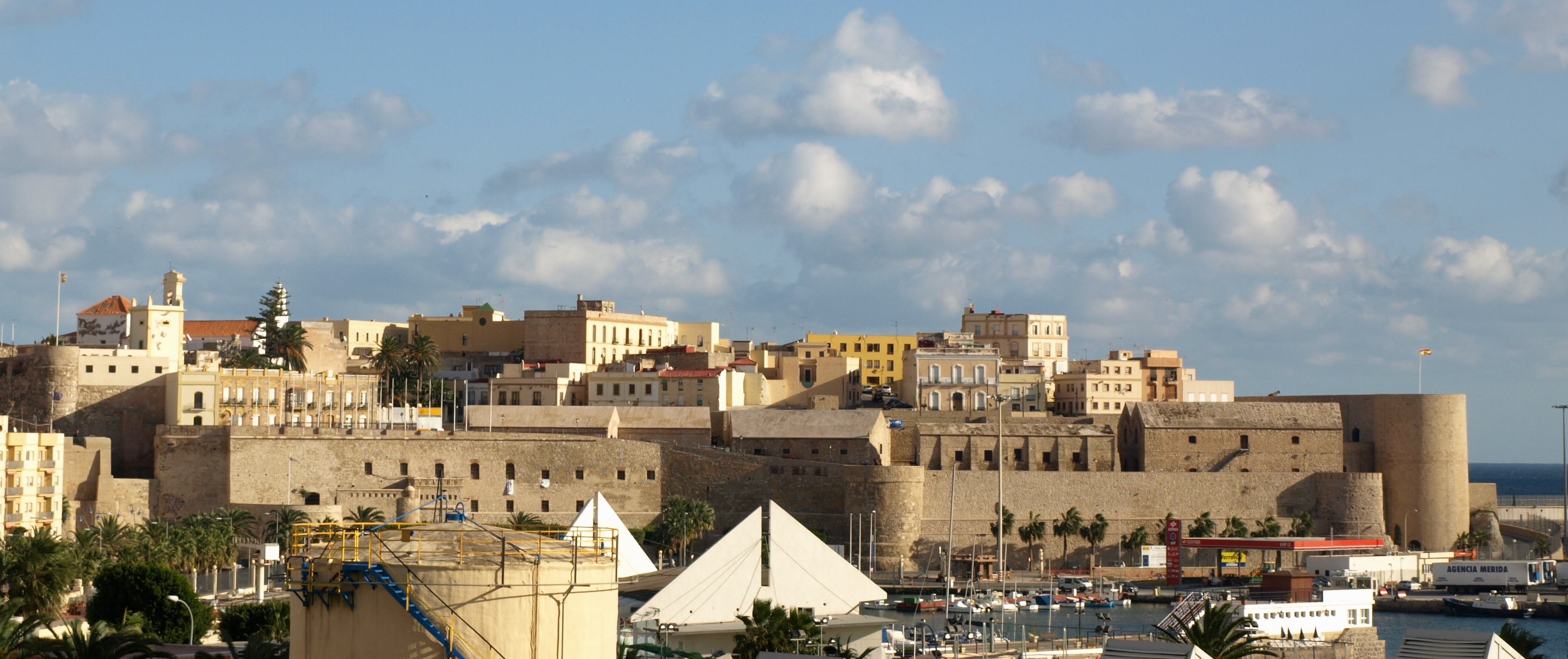
Mellila la Vieja, pevnost a staré město

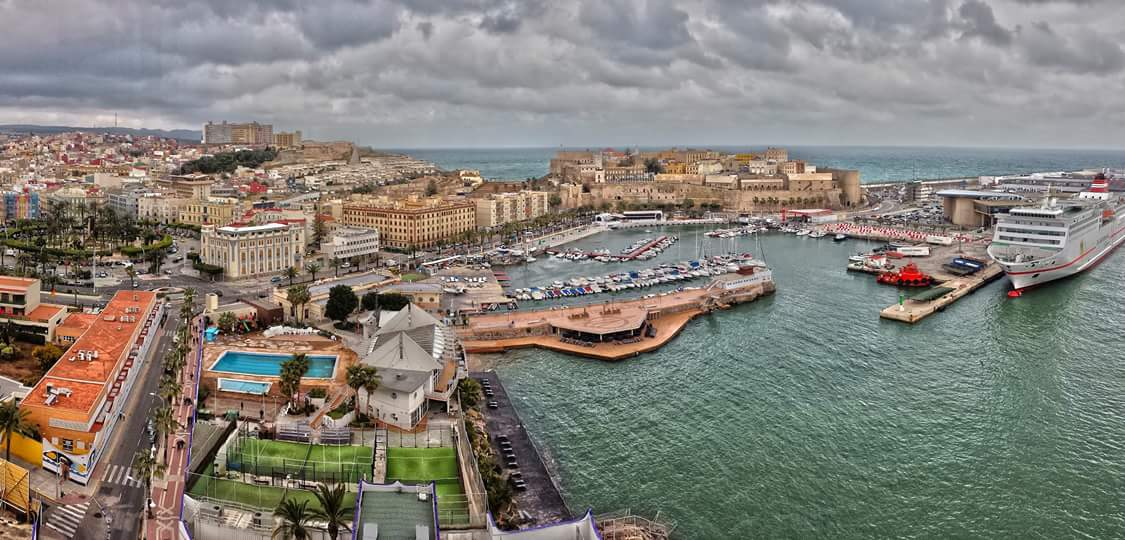
Staré město a přístav

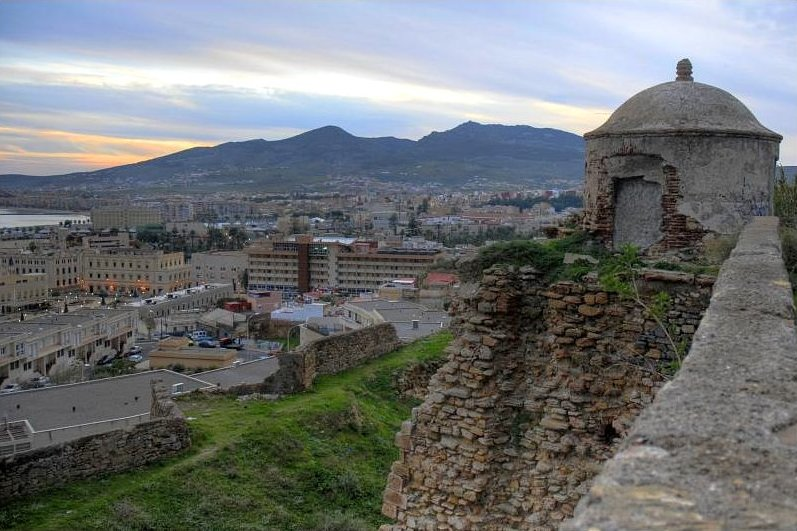
Pohled z hradeb Melilly na horu Gurugú a Nador v Maroku

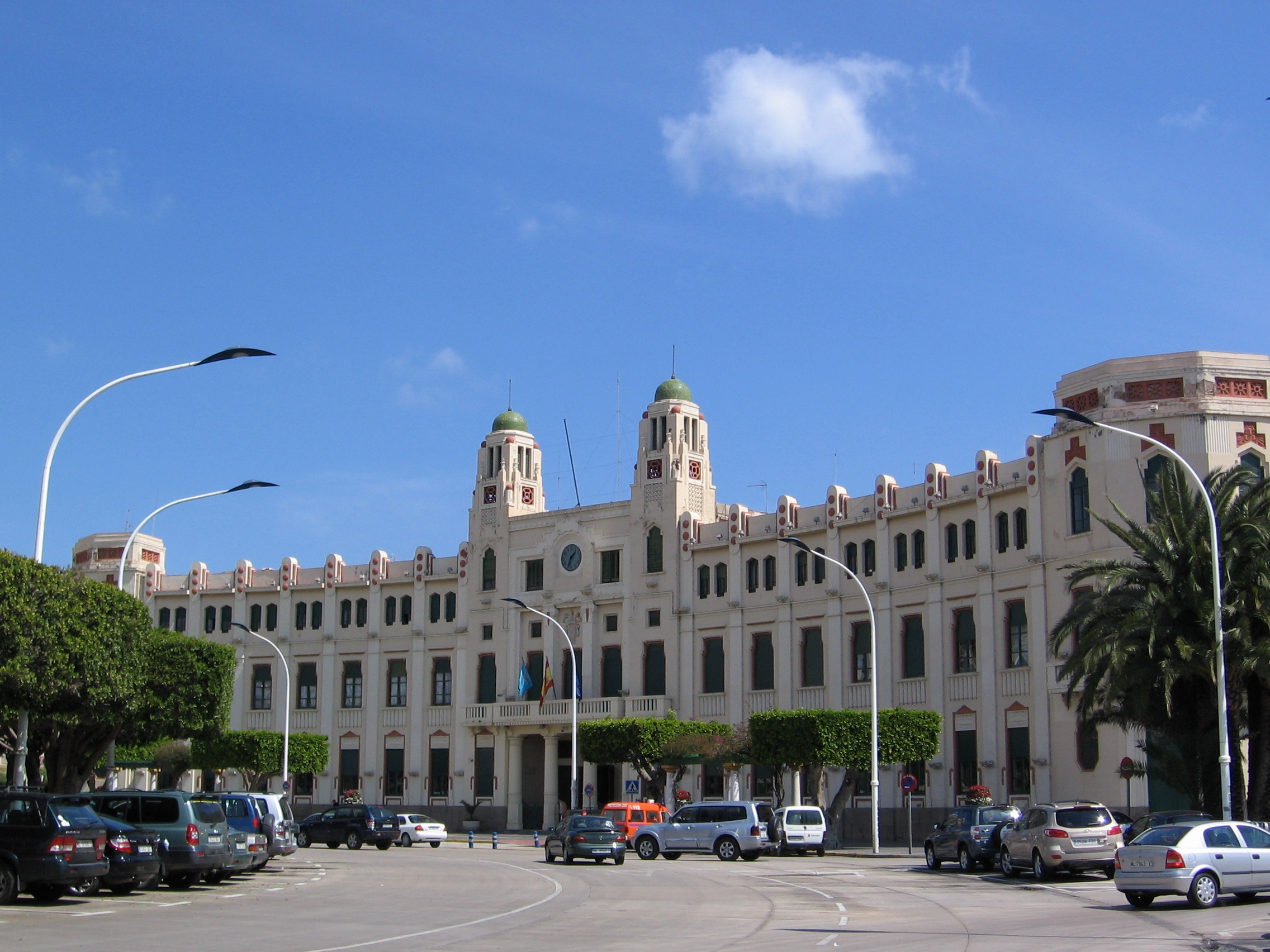
Radnice

- Melilla La Vieja (Medina Sidonia) - historické centrum města, pahorek osídlený již Féničany, po nich Římany a Araby, je obehnán zdmi  hradeb s renesanční pevností ze 16. století, s bastiony, sklady, cisternami a dalšími budovami ze 17.- 19. století z období vlády Bourbonů. Hlavní objekty jsouː
- Cuevas del Conventico - jeskyně, užívané Féničany, Římany a Araby, přístupné z Muzea křesťanského umění (Museo del arte sacra)
- Aljibes (cisterny) z roku 1571
- Almacenes (sklady) ze 16.-18. století
- Chrám Nejsvětějšího početí (Iglesia de la Purísima Concepción), raně barokní z roku 1687, rekonstruovaný roku 1757; zde je uctívána patronka města, Panna Maria Vítězná (Nuestra Señora de la Victoria)
- Maják
- Vojenské muzeum
- Městské muzeum
- Punsko-románské archeologické naleziště
- Obchodní domy z 18. století
- Hospital del Rey (Královská nemocnice), 1757-1787

Ve druhé polovině 19. století začala výstavba moderního města, zprvu novoslohovými stavbami (například novogotický palác (UNED), a vrcholila (podobně jako v Barceloně) secesí, konstruktivismem a modernou ve 20.-30. letech 20. století. Z těchto staveb je téměř 500 evidováno a celá památková zóna je chráněna zákonem o kulturním dědictví. Mnohé budovy projektoval Enrique Nieto y Nieto (1880-1954), architekt barcelonské školy a následovník Lluise Domènecha Montanera. V Melille se usadil a vytvořil rozsáhlé dílo, jako květinové budovy, Casa Tortosa, La Reconquista nebo Casa Melul. Dalšími tvůrci modernismu v Melille byli Emilio Alzugaray Goicoechea a Tomás Moreno Lázaro. Ve 30. letech převládl styl art deco, výrazné stavby vytvořili architekti Francisco Hernanz Martínez nebo Lorenzo Ros Costa, například:
- Chrám Svatého Srdce ježíšova (Iglesia del Sagrado Corazón de Jesús)
- Mešita Central
- Synagoga Yamín Benarroch
- Palacio de la Asamblea (Radnice)

## Městské části
Melilla je rozdělena do deseti městských čtvrtí, tzv. barrios
1. Barrio de Medina Sidonia
2. Barrio del General Larrea
3. Barrio del Ataque Seco
4. Barrio de los Héroes de Espaňa
5. Barrio del General Gómez Jordana
6. Barrio del Príncipe de Asturias
7. Barrio del Carmen
8. Barrio del Polígono Residencial de La Paz
9. Barrio de Calvo Sotelo
10. Barrio de la Virgen de la Victoria

## Svátky
- 8. září – Fiestas Patronales (svátky patronky Victorie)
- 17. září – Día de Melilla – den Melilly, připomíná se dobytí města jednotkami vévody z Medina-Sidonia roku 1497, berberské obyvatelstvo den Melilly slaví, ale odmítá se účastnit aktů pocty pro rod Medina Sidonia
- Semana Santa – Svatý týden
- únor – karnevaly
- 16. července – Virgen del Carmen
- červenec – středověké trhy
- Ramadán
- Aid al Fitr
- Aid al Adha
- Mawlid an Nabawi
- Ashura

## Osobnosti
- Fernando Arrabal Terán (* 1932, Melilla) – španělský dramatik, výtvarník a filmař
- Javier Imbroda – bývalý trenér basketbalového družstva Španělska
- Juan Guerrero Zamora – spisovatel a divadelní režisér
- Miguel Fernández – básník
- Luis Prendes – herec
- Pablo Casado – herec
- Joaquín García-Morato – letec
- Anselmo Pardo Alcaide – entomolog

## Doprava
- letecká doprava: linky ze španělských měst Málaga (AGP/LEMG), Almería (LEI/LEAM), Granada (GRX/LEGR), Barcelona (BCN/LEBL) a Madrid (MAD/LEMD); v současnosti rovněž ze Sevilly, Valencie a z Palma de Mallorca na Baleárských ostrovech
- námořní doprava: trajekty z Málagy a Almeríe
- silniční doprava: křižuje hranici s Marokem

Nejbližší marocká města jsou Nador, Beni-Enzar a Farhana.

## Ostraha hranice

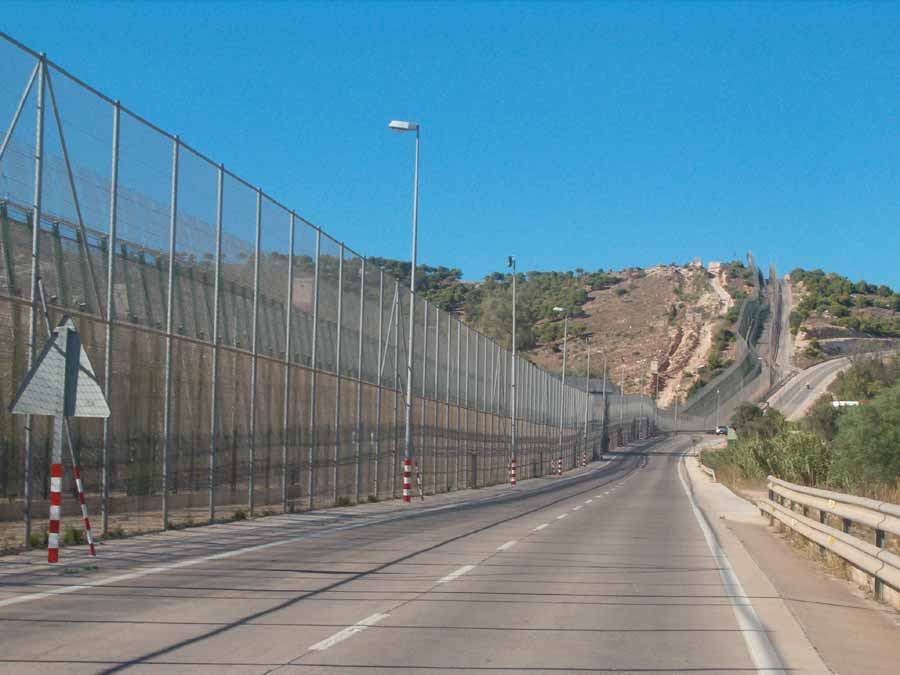
Hranice Verjamelilla

Melilla se stala cílem migrantů z mnoha zemí Afriky, kteří se pokoušejí přes Maroko (a Alžírsko) dosáhnout města, a docílit tak vstupu do Španělska a tím i EU. Město je chráněno před ilegálními přestupy dvěma vysokými ploty (jeden je vysoký 3 m, druhý 8 m), hlásiči pohybu, infračervenými kamerami i četnými hlídkami policie Guardia Civil, ovšem obdobně jako v Ceutě s pochybnými výsledky. Situace se přiostřila koncem roku 2005, když se proslechlo, že Španělsko má v úmyslu bezpečnostní opatření zesílit. Při následující vlně pokusů o překonání hraničních překážek došlo i k smrtelným zraněním; Maroku pak různé organizace, jako Amnesty International a Lékaři bez hranic, vytkly, že vysadilo zajaté uprchlíky v poušti. Španělé postavili třetí, nejdelší a třípásmový plot, který brání přelézání uprchlíků po domácky vyrobených žebřících. Náklady na jeho výstavbu se odhadují na 33 milionů eur. Je to 11 kilometrů třímetrových souběžných plotů navýšených o ostnatý drát, s pravidelně rozestavenými pozorovatelnami a se silnicí, která slouží policejním nebo ambulantním vozidlům v případě potřeby. Podzemní kabely spojují reflektory, hlukové a pohybové senzory a videokamery do centrální kontrolní kabiny.

## Partnerská města
- Almería, Španělsko
- Ceuta, Španělsko
- Montevideo, Uruguay
- Motril, Španělsko